# Руайан
Руайан (фр. Royan) — коммуна департамента Приморская Шаранта региона Новая Аквитания на западе Франции.
В экономике преобладает туризм, это морской курорт международного значения. Городское население — 17 102 чел.; с пригородами — 38 638 чел.; 4-й город департамента после Ла-Рошель, Рошфора и Сента. Располагается в устье эстуария Жиронды, впадающего в Атлантический океан; это самый широкий эстуарий в Европе. Побережье Руайана украшают 4 песчаные бухты, 5 пляжей, небольшая гавань и речной порт.

## География
Руайан находится на атлантическом побережье на входе в эстуарий Жиронды. Поблизости находятся острова Ре, Олерон и д’Экс.

## Население
Население коммуны на 2010 год составляло 17 946 человек.
| 1962   | 1968   | 1975   | 1982   | 1990   | 1999   | 2010   |
| ------ | ------ | ------ | ------ | ------ | ------ | ------ |
| 16 521 | 17 292 | 18 062 | 17 540 | 16 837 | 17 210 | 17 946 |

## Культура
В 1964—1977 годах город являлся столицей Международного фестиваля современного искусства в Руайане — одного из наиболее заметных французских фестивалей в области новейшей академической музыки.

## Руайан сегодня

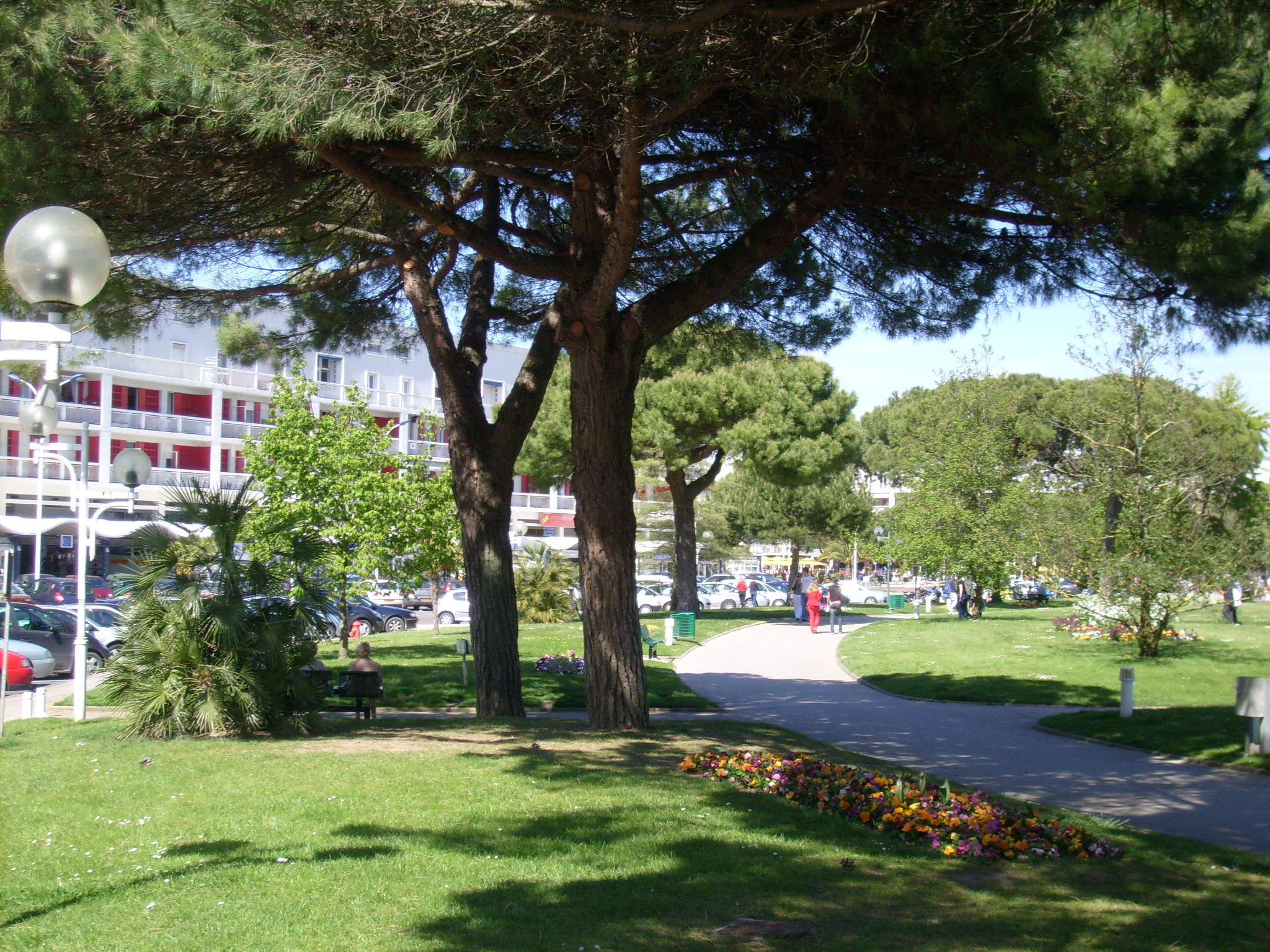
Сады в Руайане

Город перестроен в 1950 году в рамках программы урбанизации и является ярким примером современной архитектуры.
Руайан сегодня — это приятный курорт с типичным атлантическим климатом, известный своими казино и гостиницами. Рекомендуется для семейного отдыха с маленькими детьми благодаря своим безопасным пляжам в привлекательных бухточках и обилию прибрежных кафе.